# 高升马先蒿
高升马先蒿（学名：Pedicularis elata）是列当科马先蒿属的植物。分布于俄罗斯以及中国大陆的新疆等地，目前尚未由人工引种栽培。